# Mychonia graphica
Mychonia graphica là một loài bướm đêm trong họ Geometridae.